# Daitya

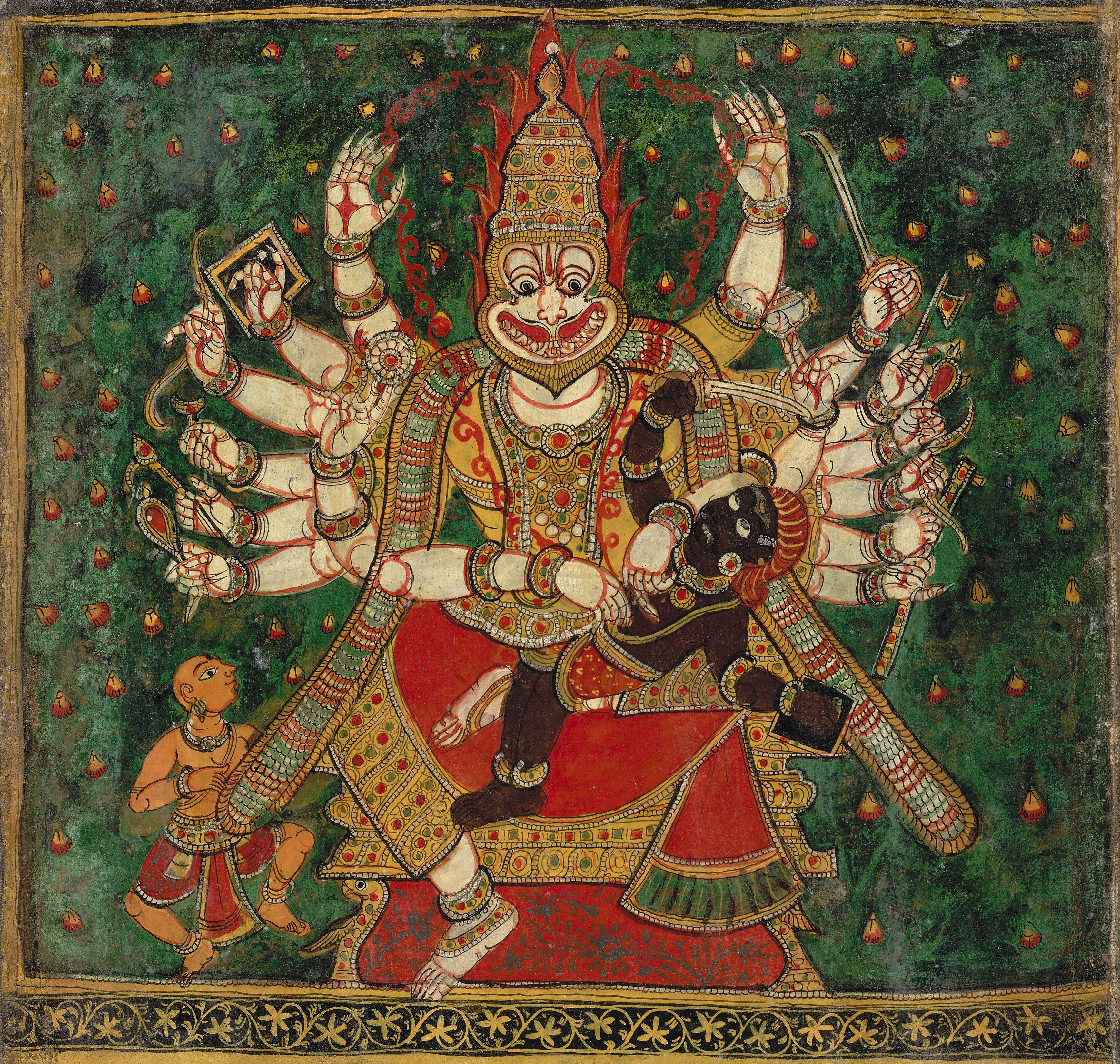
Narasimha vermoordt Hiranyakashipu, terwijl Prahlada bidt.

Daitya's zijn in de hindoemythologie reusachtige Asura's die zich tegen de goden hebben gekeerd. Ze zijn de nazaten van Diti, de zuster van Aditi en een van de vrouwen van Kasyapa, de verwekker van Garuda. Hayagriva is een bekende daitya, die in de  boeddhistische en hindoeïstische mythologie voorkomt.

## Hayagriva
Eens ontstal hij Brahma de vier boeken van de Veda, de 'heilige boeken' van de hindoes. Vishnu slaagde er, als de avatara Matsya, vervolgens in hem te doden en de boeken terug te halen. In het Tibetaanse boeddhisme was Hayagriva een soort wraakgod en de leider van de angstaanjagende dragshed goden.

## Prahlada
Prahlada, een andere daitya, was een toegewijd vereerder van Vishnu. Volgens een bepaalde traditie zou hij door Vishnu zijn opgevoed om eens koning van de daitya's te worden. Prahlada's vader, de demonenkoning en avatar van Ravana Hiranyakashipu (= Ravana's eerste incarnatie), was woedend omdat zijn zoon Vishnu vereerde. Uiteindelijk doodde Vishnu, als de avatar Narasimha, Hiranyakashipu.

## De drie daitya-broers
In het hindoe-epos Mahabharata wordt verteld hoe de drie daitya-broers Tarakaksa, Kamalaksa en Vidyunmalin, de zonen van de asura Tarakasura (Taraka), Brahma om onkwetsbaarheid vroegen. Brahma antwoordde dat dat niet mogelijk was, waarop de drie broers vroegen of ze drie steden mochten stichtten. Dat vond Brahma goed. Hij droeg de grote asura Maya op de steden te bouwen: een gouden stad in de hemel, een zilveren stad in de lucht en een ijzeren stad op aarde. De drie broers heersten  lange tijd over hun steden, waarin vele asura's leefden. Uiteindelijk brandde Shiva de steden met inwoners en al plat en smeet ze in zee.

## Bronverwijzing
- Cotterell, A., & Storm, R. (2007). De grote mythologie enceclopedie (E. Gray, Red., & G. Houtzager, Vert.) Utrecht: Veltman Uitgevers